# Kiss Me Sergeant
Kiss Me Sergeant é um filme de comédia produzido no Reino Unido, dirigido por Monty Banks e lançado em 1930.